# Antonio Domínguez Ortiz
Antonio Domínguez Ortiz (* 18. Oktober 1909 in Sevilla; † 21. Januar 2003 in Granada) war ein spanischer Historiker. Er galt als Spezialist für die Sozialgeschichte des spanischen antiguo regimen.

## Leben
Domínguez Ortiz wurde 1909 in Sevilla geboren. Er studierte Geschichtswissenschaft und promovierte sich an der Universität Complutense Madrid. Er lehrte an der Universität Granada. 1982 erhielt er den Prinz-von-Asturien-Preis in Sozialwissenschaften, 1985 wurde er hijo predilecto von Andalusien. Ebenfalls 1985 sprach man ihm die Ehrendoktorwürde der Universität Cádiz zu. 1974 wurde er zum korrespondierenden Mitglied der British Academy gewählt. Neben seinem akademischen Werk schrieb er regelmäßig Kommentare in der spanischen Tageszeitung El País. Er starb 93-jährig in Granada.

## Veröffentlichungen
- Orto y ocaso de Sevilla, 1946
- Política y hacienda de Felipe IV, 1960
- La sociedad española en el siglo XVII, 1963 und 1970
- El incremento demográfico y sus problemas, 1966
- Crisis y decadencia en la España de los Austrias, 1969
- Los judeoconversos en España y América, 1971
- El Antíguo Régimen: los Reyes Católicos y los Austrias. Tomo III, Hª. de España, Madrid, Alfaguara, 1973
- Las clases privilegiadas en la España del Antíguo Régimen, 1973
- Hechos y figuras del siglo XVIII español, 1973
- Sociedad y estado en el siglo XVIII español, 1976
- Historia de los Moriscos. Vida y tragedia de una minoría, gemeinsam mit Bernard Vincent. Madrid, Revista de Occidente, 1978; 2ª ed. Madrid, Alianza, 1985.
- Historia de Andalucía, 1980–1981.
- Andalucía, ayer y hoy, 1983
- Política fiscal y cambio en la España del siglo XVII, Madrid, Instituto de Estudios Fiscales, 1984
- Instituciones y sociedad en la España de los Austrias, Barcelona, Ariel, 1985
- Carlos III y la España de la Ilustración, Alianza, 1988
- Las claves del despotismo español, 1715-1789, Barcelona, Planeta, 1990
- Los judeoconversos en la España moderna, Madrid, Mapfre, 1992
- La sociedad americana y la corona española en el siglo XVII, Madrid, Marcial Pons, 1996.
- Estudios americanistas, Madrid, RAH, 1998.
- España, tres milenios de historia Marcial Pons, 2000.